# Шејди Сајд (Мериленд)
Шејди Сајд (енгл. Shady Side) насељено је место без административног статуса у америчкој савезној држави Мериленд.

## Демографија
По попису из 2010. године број становника је 5.803, што је 244 (4,4%) становника више него 2000. године.
| Група             | 2000.         | 2010.         |
| Белци             | 4.741 (85,3%) | 4.874 (84,0%) |
| Афроамериканци    | 623 (11,2%)   | 621 (10,7%)   |
| Азијати           | 26 (0,5%)     | 51 (0,9%)     |
| Хиспаноамериканци | 70 (1,3%)     | 138 (2,4%)    |
| Укупно            | 5.559         | 5.803         |